# 三插溪水电站
三插溪水电站位于中国浙江省温州市泰顺县司前畲族镇境内的飞云江上游三插溪河段。工程于1993年12月开工，1988年8月建成投产，2000年12月通过竣工验收。拦河大坝位于石章坑村附近，为混凝土面板堆石坝，坝顶高程346.4米，最大坝高88.8米，坝顶长186米，控制流域面积267.5平方千米。水库总库容4662万立方米。电站厂房位于拦河坝下游7千米处的坑口村附近，总装机容量4.4万kW，年均发电量1.057亿kW·h。